# Паттон (Пенсільванія)
Паттон (англ. Patton) — місто (англ. borough) в США, в окрузі Кембрія штату Пенсільванія. Населення — 1728 осіб (2020).

## Географія
Паттон розташований за координатами 40°37′57″ пн. ш. 78°38′59″ зх. д. / 40.63250° пн. ш. 78.64972° зх. д. (40.632474, -78.649844).  За даними Бюро перепису населення США в 2010 році місто мало площу 2,28 км², уся площа — суходіл.

## Демографія
Згідно з переписом 2010 року, у селищі мешкало 1769 осіб у 803 домогосподарствах у складі 477 родин. Густота населення становила 776 осіб/км².  Було 905 помешкань (397/км²).
Расовий склад населення:
| - 99,3 % — білих - 0,2 % — азіатів - 0,1 % — корінних американців - 0,1 % — чорних або афроамериканців |

До двох чи більше рас належало 0,3 %. Частка іспаномовних становила 0,4 % від усіх жителів.
За віковим діапазоном населення розподілялося таким чином: 21,8 % — особи молодші 18 років, 57,8 % — особи у віці 18—64 років, 20,4 % — особи у віці 65 років та старші. Медіана віку мешканця становила 45,2 року. На 100 осіб жіночої статі у селищі припадало 92,3 чоловіків;  на 100 жінок у віці від 18 років та старших — 91,4 чоловіків також старших 18 років.
Середній дохід на одне домашнє господарство  становив 44 901 долар США (медіана — 36 027), а середній дохід на одну сім'ю — 54 797 доларів (медіана — 48 000). Медіана доходів становила 37 431 долар для чоловіків та 28 421 долар для жінок. За межею бідності перебувало 11,2 % осіб, у тому числі 13,2 % дітей у віці до 18 років та 11,7 % осіб у віці 65 років та старших.
Цивільне працевлаштоване населення становило 791 особа. Основні галузі зайнятості: освіта, охорона здоров'я та соціальна допомога — 34,6 %, будівництво — 11,8 %, роздрібна торгівля — 11,4 %.